# 40e division d'infanterie (Empire allemand)
Pour les articles homonymes, voir 40e division d'infanterie.
La 4e division d'infanterie royale saxonne, devenue en 1914 la 40e division d'infanterie, est une unité de l'armée saxonne intégrée à l'armée allemande. Elle participe à la Première Guerre mondiale. Au déclenchement de la guerre, la 40e division d'infanterie forme avec la 24e division d'infanterie le 19e corps d'armée (de) rattaché à la 3e armée allemande. Elle participe à la poursuite des troupes françaises à travers la Belgique puis la France puis combat lors de la bataille de la Marne. La division est ensuite transférée dans les Flandres et combat à Ypres.
En 1915 et jusqu'au mois d'août 1916, la 40e division d'infanterie occupe un secteur du front dans la région d'Ypres. Elle combat ensuite lors de la bataille de la Somme, elle est ensuite transférée dans le secteur de Messines. En 1917, elle est engagée dans la bataille de Messines, puis dans la bataille de Passchendaele. La 40e division est ensuite envoyée sur le front de l'Est entre le mois d'octobre 1917 et le mois de février 1918.
En février 1918, la 40e division d'infanterie est à nouveau sur le front de l'Ouest dans plusieurs secteurs calme de Lorraine, avant d'être engagée dans la bataille de la Marne. Elle participe ensuite aux combats défensifs durant l'été et l'automne 1918. Après la signature de l'armistice, la division est transférée en Allemagne où elle est dissoute au cours de l'année 1919.

## Première Guerre mondiale

### Composition

#### Temps de paix, début 1914
- 88e brigade d'infanterie (7e brigade d'infanterie saxonne) (Chemnitz)

104e régiment d'infanterie (de) (Chemnitz)
181e régiment d'infanterie (de) (Chemnitz), (Glauchau) et (Zwickau)
- 89e brigade d'infanterie (8e brigade d'infanterie saxonne) (Zwickau)

105e régiment d'infanterie (Strasbourg)
133e régiment d'infanterie (de) (Zwickau)
134e régiment d'infanterie (Plauen)
- 40e brigade de cavalerie (4e brigade de cavalerie saxonne) (Chemnitz)

Régiment de carabiniers royal saxon (de) (Borna)
21e régiment d'uhlans (de) (Chemnitz)
- 40e brigade d'artillerie (4e brigade d'artillerie saxonne) (Riesa)

32e régiment d'artillerie de campagne
68e régiment d'artillerie de campagne

#### Composition à la mobilisation - 1915
- 88e brigade d'infanterie

104e régiment d'infanterie
181e régiment d'infanterie
- 89e brigade d'infanterie

133e régiment d'infanterie
134e régiment d'infanterie
- 40e brigade d'artillerie

32e régiment d'artillerie de campagne
68e régiment d'artillerie de campagne
- 13e bataillon de chasseurs à pied (de)
- 2 escadrons du 19e régiment de hussards (de)
- 2e et 3e compagnies du 22e bataillon de pionniers

#### 1916
- 88e brigade d'infanterie

104e régiment d'infanterie
134e régiment d'infanterie
181e régiment d'infanterie
- 13e bataillon de jäger
- 40e brigade d'artillerie

32e régiment d'artillerie de campagne
68e régiment d'artillerie de campagne
- 2 escadrons du 19e régiment de hussards
- 2e et 3e compagnies du 22e bataillon de pionniers

#### 1917
- 88e brigade d'infanterie

104e régiment d'infanterie
134e régiment d'infanterie
181e régiment d'infanterie
- 40e commandement d'artillerie divisionnaire

32e régiment d'artillerie de campagne
- 2 escadrons du 19e régiment de hussards
- 2e et 3e compagnies du 22e bataillon de pionniers

#### 1918
- 88e brigade d'infanterie

104e régiment d'infanterie
134e régiment d'infanterie
181e régiment d'infanterie
- 40e commandement d'artillerie divisionnaire

32e régiment d'artillerie de campagne
403e bataillon d'artillerie à pied
- 2 escadrons du 19e régiment de hussards
- 2e et 3e compagnies du 22e bataillon de pionniers

### Historique
Au déclenchement du conflit, la 40e division d'infanterie forme avec la 24e division d'infanterie le XIXe corps d'armée rattachée à la IIIe armée allemande.

#### 1914 - 1915
- 10 - 18 août : concentration de la division au nord de Trèves. Entrée au Luxembourg le 13 août et en Belgique le 18 août.
- 19 - 24 août : progression en Belgique, atteint Dinant le 23 août.
- 25 - 30 août : combat pour le franchissement de la Meuse, entrée en France et progression au Sud-Est de Givet par Gedinne et Haybes.
- 31 août - 5 septembre : poursuite des troupes françaises vers la Marne.

31 août - 1er septembre : combats vers Chesnois-Auboncourt puis vers Semide.
2 - 4 septembre : progression vers Sommepy-Tahure, puis le 4 septembre vers Châlons-en-Champagne.
- 6 - 10 septembre : engagée dans la bataille de la Marne, (bataille de Vitry) ; combats à l'Ouest de Vitry-le-François.
- 11 septembre - 4 octobre : repli vers le Nord, la division stoppe son recul dans le secteur de Souain-Perthes-lès-Hurlus.
- 5 - 13 octobre : retrait du front, transport par V.F. dans la région de Lille.
- 14 - 28 octobre : combats autour de Lille.
- 29 octobre - 24 novembre : engagée dans la bataille d'Ypres dans le secteur de Grenier wood et de Ploegsteert wood[2].
- 25 novembre 1914 - 7 août 1916 : organisation et occupation d'un secteur entre Grenier wood et Ploegsteert wood.

en mars 1915 : le 133e régiment d'infanterie est transféré à la 24e division d'infanterie.
10 - 12 mars : éléments engagés dans la bataille de Neuve-Chapelle.
15 - 27 mai : éléments engagés dans la bataille de Festubert.

#### 1916
- 8 août - 3 septembre : retrait du front, engagée dans la bataille de la Somme dans le secteur de Pozières, violentes actions locales avec des pertes importantes.
- 4 - 30 septembre : retrait du front, mouvement de rocade, occupation d'un secteur vers Neuve-Chapelle et La Bassée.
- 1er octobre - 8 novembre : retrait du front, mouvement par étape. À nouveau engagée dans la bataille de la Somme dans le secteur de Le Sars et de la butte de Warlencourt avec de fortes pertes[n 1].
- 9 novembre 1916 - 26 mars 1917 : retrait du front, occupation d'un secteur dans la région de Messines.

#### 1917
- 26 mars - 23 avril : retrait du front, repos dans la région de Renaix.
- 23 avril - 7 juin : en ligne occupation d'un secteur dans la région de Messines.

6 - 7 juin : subit une forte préparation d'artillerie, le 7 juin la division est engagée dans la bataille de Messines où elle doit abandonner ses positions.
- 8 juin - 22 juillet : retrait du front, repos dans la région de Bruges et de Thielt.
- 23 juillet - 14 août : occupation d'un secteur de front au nord d'Ypres vers Steenstraat et subit le bombardement précédent la bataille de Passchendaele puis combat avec de fortes pertes.
- 14 août - 12 octobre : retrait du front, mouvement par V.F. dans la région de Saint-Quentin, alternance de repos et d'occupation d'un secteur de front vers Itancourt[n 2].
- 13 - 28 octobre : retrait du front, engagée à nouveau dans la bataille de Passchendaele dans le secteur Nord-Est de Bikschote. L'attaque alliée du 27 octobre cause des pertes importantes à la division.
- 29 octobre - 6 novembre : retrait du front, transport par V.F. vers le front de l'Est.
- 7 novembre 1917 - 15 janvier 1918 : rattachée à la Xe armée allemande, la division occupe un secteur du front le long du Niémen vers Smarhon et le Lac Naratch.

#### 1918
- 15 janvier - 15 février : retrait du front, mise en réserve et au repos dans la région de Vilnius.
- 16 - 25 février : transport par V.F. vers le front de l'Ouest en Lorraine entre la Meuse et la Moselle.
- 26 février - 1er juin : occupation d'un secteur du front près de Regniéville, alternant avec des périodes d'instruction.

15 avril : relève de la 4e division d'infanterie bavaroise.
1er juin : relevée par la 183e division d'infanterie.
- 1er - 3 juin : transport par V.F. de Rembercourt-sur-Mad par Waville, Onville, Chambley-Bussières, Mars-la-Tour, Jarny, Montmédy, Sedan, Mézières, Rethel pour atteindre Asfeld[3].
- 3 - 16 juin : repos.
- 16 juin - 24 juillet : relève de la 2e division de la Garde à Troësnes[3]. Occupation et organisation du secteur. Jusqu'au 18 juillet, le secteur est calme, peu de pertes.

18 - 24 juillet : engagée dans la bataille de la Marne, (bataille du Soissonnais) ; la division est repoussée vers le nord avec de fortes pertes, relevée par la Division d'Ersatz bavaroise (en) le 24 juillet.
- 24 juillet - 22 août : retrait du front, repos dans la région de Oisy-le-Verger.
- 22 - 31 août : en ligne dans le secteur de Courcelles-le-Comte, contre-attaque des troupes alliées le 22 août.
- 1er - 10 septembre : retrait du front, repos dans la région de Roubaix.
- 10 septembre - 8 octobre : relève de la 236e division d'infanterie (de) au Sud-Est d'Ypres. Au cours de cette période, la division déplore la perte de 1 300 prisonniers et doit se replier devant la pression des troupes alliées vers Wervik[4].
- 8 - 15 octobre : retrait du front, repos dans la région de Courtrai.
- 15 - 26 octobre : renforcement du front, en ligne dans le secteur de Gullegem ; la division est contrainte de se replier le 26 octobre sur Vichte à l'Est de Courtrai devant la pression des troupes alliées.
- 27 octobre - 11 novembre : occupation d'un secteur du front dans la région de Avelgem. Après la signature de l'armistice, la division est transférée en Allemagne où elle est dissoute au cours de l'année 1919.

## Chefs de corps
| Grade                        | Nom                                  | Date                                |
| ---------------------------- | ------------------------------------ | ----------------------------------- |
| Generalleutnant              | Lothar von Hausen (de)               | 1er avril 1899 - 22 mars 1901       |
| Generalleutnant              | Alexander Vitzthum von Eckstädt (de) | 23 mars 1901 - 22 avril 1904        |
| Generalleutnant              | Julius von Basse (de)                | 22 avril 1904 - 24 mars 1907        |
| Generalleutnant              | Felix Barth (de)                     | 25 mars 1907 - 22 mai 1908          |
| Generalleutnant              | Maximilian von Laffert               | 23 octobre 1908 - 27 novembre 1912  |
| Generalleutnant              | Traugott Leuckart von Weisdorf       | 28 novembre 1912 - 28 avril 1913    |
| Generalleutnant              | Leo Götz von Olenhusen (de)          | 29 avril 1913 - 13 septembre 1916   |
| Generalmajor/Generalleutnant | Johann Meister                       | 14 septembre 1916 - 22 février 1919 |